# Algonquian-Wakashan
Algonquian-Wakashan (Algonkian-Wakashan), bivša jezična porodica, danas nepriznata, čiji se jezici govore, ili su se govorili, preko velikog područja Sjeverne Amerike od atlantske do pacifičke obale, i od južne Kanade do u sjeverni Meksiko. Bivša velika porodica Algonquian-Wakashan, obuhvaćala je porodice Algonquian i Wakashan (Kwakiutlan i Nootkan), po kojima je dobila ime, te jezike porodica Beothukan, Chimakuan, Kitunahan, Ritwan (Weitspekan i Wishoskan) i Salishan.  

## Vanjske poveznice
- Language[neaktivna poveznica]